# Temporada 1913-1914 del FC Barcelona
Les dades més destacades de la temporada 1913-1914 del Futbol Club Barcelona són les següents:

## Fets destacats[2]
Un any sense títols en el balanç esportiu. La directiva convida per primera vegada a un equip professional anglès, el Notts County, que juga tres partits a Barcelona. Guanya els dos primers (0-2 i 0-4) i la premsa catalana diu que són "incapaços" de fer més de cinc gols al Barça. El 7 de juny de 1914 es va jugar l'últim partit i en cinc minuts els blaugranes se situen per 3-0, però el Notts County comença a jugar "de veritat" i en menys de mitja hora fa 10 gols. Tota una lliçó.
El 30 juny 1914 pren la presidència Àlvar Presta.

## Plantilla
Font:
| N.                            | Pos. | Nac. | Jugador               | Total | Total | C. Catalunya | C. Catalunya | C. Pirineus | C. Pirineus | Amistosos | Amistosos |
| N.                            | Pos. | Nac. | Jugador               | PJ    | Gols  | PJ           | Gols         | PJ          | Gols        | PJ        | Gols      |
| ----------------------------- | ---- | --- | --------------------- | ----- | ----- | ------------ | ------------ | ----------- | ----------- | --------- | --------- |
| —                             | POR  | [[Fitxer:Flag of Catalonia.svg\|23x15px\|border \|alt=Catalunya\|link=Selecció de futbol de Catalunya\|{{#if:\|]]                              | Lluís Renyé           | 9     | -5    | 4            | -5           | 0           | 0           | 5         | -         |
| —                             | POR  | [[Fitxer:Flag of Catalonia.svg\|23x15px\|border \|alt=Catalunya\|link=Selecció de futbol de Catalunya\|{{#if:\|]]                              | Lluís Bru             | 33    | 0     | 0            | 0            | 2           | 0           | 31        | -         |
| —                             | POR  | [[Fitxer:Flag of Catalonia.svg\|23x15px\|border \|alt=Catalunya\|link=Selecció de futbol de Catalunya\|{{#if:\|]]                              | Eugeni Terré          | 1     | -1    | 1            | -1           | 0           | 0           | 0         | 0         |
| —                             | MIG  | [[Fitxer:Flag of Catalonia.svg\|23x15px\|border \|alt=Catalunya\|link=Selecció de futbol de Catalunya\|{{#if:\|]]                              | Eugeni Terré          | 15    | 1     | 1            | 0            | 0           | 0           | 14        | 1         |
| —                             | DEF  | [[Fitxer:Flag of Switzerland.svg\|23x16px\|border \|alt=Suïssa\|link=Selecció de futbol de Suïssa\|{{#if:\|]]                                  | Brussendörf           | 10    | 0     | 5            | 0            | 0           | 0           | 5         | 0         |
| —                             | DEF  | [[Fitxer:Flag of Spain (1785–1873, 1875–1931).svg\|23x15px\|border \|alt=Espanya\|link=Selecció de futbol d'Espanya\|{{#if:\|]]                | José Irízar           | 11    | 0     | 3            | 0            | 0           | 0           | 8         | 0         |
| —                             | DEF  | [[Fitxer:Flag of Catalonia.svg\|23x15px\|border \|alt=Catalunya\|link=Selecció de futbol de Catalunya\|{{#if:\|]]                              | Joan Barba            | 22    | 0     | 2            | 0            | 0           | 0           | 20        | 0         |
| —                             | DEF  | [[Fitxer:Flag of Catalonia.svg\|23x15px\|border \|alt=Catalunya\|link=Selecció de futbol de Catalunya\|{{#if:\|]]                              | Pere Molins           | 17    | 0     | 0            | 0            | 2           | 0           | 15        | 0         |
| —                             | DEF  | [[Fitxer:Flag of the Philippines.svg\|23x15px\|border \|alt=Filipines\|link=Selecció de futbol de les Filipines\|{{#if:\|]]                    | Manuel Amechazurra    | 18    | 0     | 0            | 0            | 1           | 0           | 17        | 0         |
| —                             | DEF  | [[Fitxer:Flag of Catalonia.svg\|23x15px\|border \|alt=Catalunya\|link=Selecció de futbol de Catalunya\|{{#if:\|]]                              | Eduard Reguera        | 20    | 0     | 0            | 0            | 1           | 0           | 19        | 0         |
| —                             | MIG  | [[Fitxer:Flag of Catalonia.svg\|23x15px\|border \|alt=Catalunya\|link=Selecció de futbol de Catalunya\|{{#if:\|]]                              | Alfred Massana        | 38    | 9     | 4            | 1            | 2           | 0           | 32        | 8         |
| —                             | MIG  | [[Fitxer:Flag of Catalonia.svg\|23x15px\|border \|alt=Catalunya\|link=Selecció de futbol de Catalunya\|{{#if:\|]]                              | Fèlix de Pomés        | 21    | 1     | 5            | 0            | 0           | 0           | 16        | 1         |
| —                             | MIG  | [[Fitxer:Flag of Catalonia.svg\|23x15px\|border \|alt=Catalunya\|link=Selecció de futbol de Catalunya\|{{#if:\|]]                              | Manuel Castejón       | 13    | 0     | 2            | 0            | 0           | 0           | 11        | 0         |
| —                             | MIG  | [[Fitxer:Flag of Argentina.svg\|23x15px\|border \|alt=Argentina\|link=Selecció de futbol de l'Argentina\|{{#if:\|]]                            | Mariano Bori          | 2     | 0     | 1            | 0            | 0           | 0           | 1         | 0         |
| —                             | MIG  | [[Fitxer:Flag of Catalonia.svg\|23x15px\|border \|alt=Catalunya\|link=Selecció de futbol de Catalunya\|{{#if:\|]]                              | Joan Sans             | 14    | 1     | 1            | 0            | 0           | 0           | 13        | 1         |
| —                             | MIG  | [[Fitxer:Flag of England.svg\|23x15px\|border \|alt=Anglaterra\|link=Selecció de futbol d'Anglaterra\|{{#if:\|]]                               | Jack Greenwell        | 34    | 5     | 0            | 0            | 1           | 0           | 33        | 5         |
| —                             | DAV  | [[Fitxer:Flag of France (1794–1815, 1830–1974).svg\|23x15px\|border \|alt=França\|link=Selecció de futbol de França\|{{#if:\|]]                | Jim Carlier           | 24    | 9     | 5            | 1            | 1           | 0           | 18        | 8         |
| —                             | DAV  | [[Fitxer:Flag of Catalonia.svg\|23x15px\|border \|alt=Catalunya\|link=Selecció de futbol de Catalunya\|{{#if:\|]]                              | Enric Peris           | 48    | 11    | 4            | 0            | 2           | 1           | 42        | 10        |
| —                             | DAV  | [[Fitxer:Flag of Spain (1785–1873, 1875–1931).svg\|23x15px\|border \|alt=Espanya\|link=Selecció de futbol d'Espanya\|{{#if:\|]]                | Antonio Morales       | 37    | 12    | 5            | 1            | 0           | 0           | 32        | 11        |
| —                             | DAV  | [[Fitxer:Flag of the Philippines.svg\|23x15px\|border \|alt=Filipines\|link=Selecció de futbol de les Filipines\|{{#if:\|]]                    | Paulino Alcántara     | 37    | 24    | 3            | 1            | 2           | 1           | 32        | 22        |
| —                             | DAV  | [[Fitxer:Flag of England.svg\|23x15px\|border \|alt=Anglaterra\|link=Selecció de futbol d'Anglaterra\|{{#if:\|]]                               | Percival Wallace      | 21    | 15    | 3            | 1            | 1           | 2           | 17        | 12        |
| —                             | DAV  | [[Fitxer:Flag of Catalonia.svg\|23x15px\|border \|alt=Catalunya\|link=Selecció de futbol de Catalunya\|{{#if:\|]]                              | José Berdié           | 10    | 8     | 1            | 2            | 2           | 0           | 7         | 6         |
| —                             | DAV  | [[Fitxer:Flag of Catalonia.svg\|23x15px\|border \|alt=Catalunya\|link=Selecció de futbol de Catalunya\|{{#if:\|]]                              | Casimir Mallorquí     | 25    | 7     | 0            | 0            | 2           | 0           | 23        | 7         |
| —                             | DAV  | [[Fitxer:Flag of Catalonia.svg\|23x15px\|border \|alt=Catalunya\|link=Selecció de futbol de Catalunya\|{{#if:\|]]                              | Gabriel Bau           | 26    | 20    | 0            | 0            | 2           | 3           | 24        | 17        |
| —                             | DAV  | [[Fitxer:Flag of Spain (1785–1873, 1875–1931).svg\|23x15px\|border \|alt=Espanya\|link=Selecció de futbol d'Espanya\|{{#if:\|]]                | Rafael Morales        | 9     | 1     | 2            | 0            | 0           | 0           | 7         | 1         |
| —                             | DAV  | [[Fitxer:Flag of England.svg\|23x15px\|border \|alt=Anglaterra\|link=Selecció de futbol d'Anglaterra\|{{#if:\|]]                               | W. Fischer            | 1     | 1     | 1            | 1            | 0           | 0           | 0         | 0         |
| —                             | DAV  | [[Fitxer:Flag of Catalonia.svg\|23x15px\|border \|alt=Catalunya\|link=Selecció de futbol de Catalunya\|{{#if:\|]]                              | Domènec Espelta       | 8     | 1     | 1            | 0            | 0           | 0           | 7         | 1         |
| —                             | DAV  | [[Fitxer:Flag of Catalonia.svg\|23x15px\|border \|alt=Catalunya\|link=Selecció de futbol de Catalunya\|{{#if:\|]]                              | Martínez              | 13    | 2     | 1            | 0            | 0           | 0           | 12        | 2         |
| —                             | DAV  | [[Fitxer:Flag of Catalonia.svg\|23x15px\|border \|alt=Catalunya\|link=Selecció de futbol de Catalunya\|{{#if:\|]]                              | Miquel Oller          | 10    | 0     | 0            | 0            | 1           | 0           | 9         | 0         |
| Equip reserva                 |      | |                       |       |       |              |              |             |             |           |           |
| —                             | POR  | [[Fitxer:Flag of Spain (1785–1873, 1875–1931).svg\|23x15px\|border \|alt=Espanya\|link=Selecció de futbol d'Espanya\|{{#if:\|]]                | Francisco Aramburo    | 16    | 0     | 0            | 0            | 0           | 0           | 16        | -         |
| —                             | POR  | [[Fitxer:Flag of Catalonia.svg\|23x15px\|border \|alt=Catalunya\|link=Selecció de futbol de Catalunya\|{{#if:\|]]                              | Conrad Turon          | 1     | 0     | 0            | 0            | 0           | 0           | 1         | 0         |
| —                             | POR  | [[Fitxer:Flag of Catalonia.svg\|23x15px\|border \|alt=Catalunya\|link=Selecció de futbol de Catalunya\|{{#if:\|]]                              | Trías                 | 1     | 0     | 0            | 0            | 0           | 0           | 1         | 0         |
| —                             | DEF  | [[Fitxer:Flag of Catalonia.svg\|23x15px\|border \|alt=Catalunya\|link=Selecció de futbol de Catalunya\|{{#if:\|]]                              | Lluís Tudó            | 6     | 0     | 0            | 0            | 0           | 0           | 6         | 0         |
| —                             | DEF  | [[Fitxer:Flag of Catalonia.svg\|23x15px\|border \|alt=Catalunya\|link=Selecció de futbol de Catalunya\|{{#if:\|]]                              | Olmos                 | 1     | 0     | 0            | 0            | 0           | 0           | 1         | 0         |
| —                             | MIG  | [[Fitxer:Flag of Catalonia.svg\|23x15px\|border \|alt=Catalunya\|link=Selecció de futbol de Catalunya\|{{#if:\|]]                              | Josep Costa           | 11    | 4     | 0            | 0            | 0           | 0           | 11        | 4         |
| —                             | MIG  | [[Fitxer:Flag of Catalonia.svg\|23x15px\|border \|alt=Catalunya\|link=Selecció de futbol de Catalunya\|{{#if:\|]]                              | Andreu Ponsà          | 6     | 0     | 0            | 0            | 0           | 0           | 6         | 0         |
| —                             | MIG  | [[Fitxer:Flag of the Philippines.svg\|23x15px\|border \|alt=Filipines\|link=Selecció de futbol de les Filipines\|{{#if:\|]]                    | Fernando Alcántara    | 2     | 0     | 0            | 0            | 0           | 0           | 2         | 0         |
| —                             | MIG  | [[Fitxer:Flag of Catalonia.svg\|23x15px\|border \|alt=Catalunya\|link=Selecció de futbol de Catalunya\|{{#if:\|]]                              | Jaume Amat            | 1     | 0     | 0            | 0            | 0           | 0           | 1         | 0         |
| —                             | DAV  | [[Fitxer:Flag of England.svg\|23x15px\|border \|alt=Anglaterra\|link=Selecció de futbol d'Anglaterra\|{{#if:\|]]                               | Frank Allack          | 15    | 10    | 0            | 0            | 0           | 0           | 15        | 10        |
| —                             | DAV  | [[Fitxer:Flag of Catalonia.svg\|23x15px\|border \|alt=Catalunya\|link=Selecció de futbol de Catalunya\|{{#if:\|]]                              | Ramon Castells        | 12    | 1     | 0            | 0            | 0           | 0           | 12        | 1         |
| —                             | DAV  | [[Fitxer:Flag of Spain (1785–1873, 1875–1931).svg\|23x15px\|border \|alt=Espanya\|link=Selecció de futbol d'Espanya\|{{#if:\|]]                | Francisco Baonza      | 10    | 2     | 0            | 0            | 0           | 0           | 10        | 2         |
| —                             | DAV  | [[Fitxer:Flag of Catalonia.svg\|23x15px\|border \|alt=Catalunya\|link=Selecció de futbol de Catalunya\|{{#if:\|]]                              | Joan Llonch           | 6     | 0     | 0            | 0            | 0           | 0           | 6         | 0         |
| —                             | DAV  | [[Fitxer:Flag of England.svg\|23x15px\|border \|alt=Anglaterra\|link=Selecció de futbol d'Anglaterra\|{{#if:\|]]                               | Charles Wallace       | 4     | 0     | 0            | 0            | 0           | 0           | 4         | 0         |
| —                             | DAV  | [[Fitxer:Flag of England.svg\|23x15px\|border \|alt=Anglaterra\|link=Selecció de futbol d'Anglaterra\|{{#if:\|]]                               | William Hodge         | 12    | 5     | 0            | 0            | 0           | 0           | 12        | 5         |
| —                             | DAV  | [[Fitxer:Flag of Catalonia.svg\|23x15px\|border \|alt=Catalunya\|link=Selecció de futbol de Catalunya\|{{#if:\|]]                              | Francesc Vinyals      | 5     | 0     | 0            | 0            | 0           | 0           | 5         | 0         |
| —                             | DAV  | [[Fitxer:Flag of Catalonia.svg\|23x15px\|border \|alt=Catalunya\|link=Selecció de futbol de Catalunya\|{{#if:\|]]                              | Josep Julià           | 2     | 0     | 0            | 0            | 0           | 0           | 2         | 0         |
| —                             | DAV  | [[Fitxer:Flag of Catalonia.svg\|23x15px\|border \|alt=Catalunya\|link=Selecció de futbol de Catalunya\|{{#if:\|]]                              | S. Sans II            | 3     | 0     | 0            | 0            | 0           | 0           | 3         | 0         |
| —                             | DAV  | [[Fitxer:Flag of France (1794–1815, 1830–1974).svg\|23x15px\|border \|alt=França\|link=Selecció de futbol de França\|{{#if:\|]]                | René Alphonse Arnould | 2     | 0     | 0            | 0            | 0           | 0           | 2         | 0         |
| —                             | DAV  | [[Fitxer:Flag of Catalonia.svg\|23x15px\|border \|alt=Catalunya\|link=Selecció de futbol de Catalunya\|{{#if:\|]]                              | Bayès                 | 1     | 0     | 0            | 0            | 0           | 0           | 1         | 0         |
| —                             | DAV  | [[Fitxer:Flag of Catalonia.svg\|23x15px\|border \|alt=Catalunya\|link=Selecció de futbol de Catalunya\|{{#if:\|]]                              | Blay                  | 1     | 0     | 0            | 0            | 0           | 0           | 1         | 0         |
| —                             |      | [[Fitxer:Flag of Catalonia.svg\|23x15px\|border \|alt=Catalunya\|link=Selecció de futbol de Catalunya\|{{#if:\|]]                              | Enric González        | 1     | 0     | 0            | 0            | 0           | 0           | 1         | 0         |
| —                             |      | [[Fitxer:Flag of Catalonia.svg\|23x15px\|border \|alt=Catalunya\|link=Selecció de futbol de Catalunya\|{{#if:\|]]                              | Josep Vidal           | 1     | 0     | 0            | 0            | 0           | 0           | 1         | 0         |
| —                             |      | [[Fitxer:Flag of Catalonia.svg\|23x15px\|border \|alt=Catalunya\|link=Selecció de futbol de Catalunya\|{{#if:\|]]                              | Julià II              | 1     | 0     | 0            | 0            | 0           | 0           | 1         | 0         |
| —                             |      | [[Fitxer:Flag of Catalonia.svg\|23x15px\|border \|alt=Catalunya\|link=Selecció de futbol de Catalunya\|{{#if:\|]]                              | Roca                  | 1     | 0     | 0            | 0            | 0           | 0           | 1         | 0         |
| Jugadors convidats o puntuals |      | |                       |       |       |              |              |             |             |           |           |
| —                             | POR  | [[Fitxer:Flag of Catalonia.svg\|23x15px\|border \|alt=Catalunya\|link=Selecció de futbol de Catalunya\|{{#if:\|]]                              | Pere Gibert           | 1     | 0     | 0            | 0            | 0           | 0           | 1         | 0         |
| —                             | DEF  | [[Fitxer:Flag of Catalonia.svg\|23x15px\|border \|alt=Catalunya\|link=Selecció de futbol de Catalunya\|{{#if:\|]]                              | Santiago Massana      | 1     | 0     | 0            | 0            | 0           | 0           | 1         | 0         |
| —                             | DEF  | [[Fitxer:Flag of the Valencian Community (2x3).svg\|23x15px\|border \|alt=País Valencià\|link=Selecció de futbol del País Valencià\|{{#if:\|]] | José Berrondo         | 1     | 0     | 0            | 0            | 0           | 0           | 1         | 0         |
| —                             | DEF  | [[Fitxer:Flag of Spain.svg\|23x15px\|border \|alt=Espanya\|link=Selecció de futbol d'Espanya\|{{#if:\|]]                                       | Juan Arzuaga          | 1     | 0     | 0            | 0            | 0           | 0           | 1         | 0         |
| —                             | MIG  | [[Fitxer:Flag of France (1794–1815, 1830–1974).svg\|23x15px\|border \|alt=França\|link=Selecció de futbol de França\|{{#if:\|]]                | Maurice Bigué         | 9     | 0     | 0            | 0            | 0           | 0           | 9         | 0         |
| —                             | MIG  | [[Fitxer:Flag of Catalonia.svg\|23x15px\|border \|alt=Catalunya\|link=Selecció de futbol de Catalunya\|{{#if:\|]]                              | Ramon Torralba        | 6     | 0     | 0            | 0            | 0           | 0           | 6         | 0         |
| —                             | DAV  | [[Fitxer:Flag of Catalonia.svg\|23x15px\|border \|alt=Catalunya\|link=Selecció de futbol de Catalunya\|{{#if:\|]]                              | Joan Bó               | 5     | 0     | 0            | 0            | 0           | 0           | 5         | 0         |
| —                             | DAV  | [[Fitxer:Flag of Catalonia.svg\|23x15px\|border \|alt=Catalunya\|link=Selecció de futbol de Catalunya\|{{#if:\|]]                              | Jordi Armet Koki      | 2     | 0     | 0            | 0            | 0           | 0           | 2         | 0         |
| —                             | DAV  | [[Fitxer:Flag of Catalonia.svg\|23x15px\|border \|alt=Catalunya\|link=Selecció de futbol de Catalunya\|{{#if:\|]]                              | Emili Sampere         | 1     | 0     | 0            | 0            | 0           | 0           | 1         | 0         |
| —                             | DAV  | [[Fitxer:Flag of Catalonia.svg\|23x15px\|border \|alt=Catalunya\|link=Selecció de futbol de Catalunya\|{{#if:\|]]                              | Lino                  | 1     | 1     | 0            | 0            | 0           | 0           | 1         | 1         |

1. ↑  Sense dades d'un gol del partit contra el Badalona per falta de fonts.
2. ↑  Inclou els partits de la Copa Catalunya de 1914.
3. ↑  Normalment jugava de migcampista, disputà un partit com a porter.
4. 1 2 3  Durant el Campionat de Catalunya va ser jugador de l'Espanya.
5. ↑  S'inclouen els jugadors del club que no van disputar parits oficials durant la temporada.
6. 1 2 3 4 5  Era jugador de l'Espanyol.
7. ↑  Era jugador del CD Bilbao.
8. ↑  Resident a Barcelona, fou convidat a jugar diversos partits.
9. ↑  Era jugador de l'Internacional.
10. ↑  Era jugador de l'Universitari.
11. ↑  Era jugador del Català SC.

## Competicions
| Competició         | Pos. | P | PG | PE | PP | GF | GC | Campió    |
| ------------------ | ---- | - | -- | -- | -- | -- | -- | --------- |
| C. Catalunya       | 4t   | 5 | 3  | 0  | 3  | 13 | 7  | FC España |
| Copa dels Pirineus | SF   | 2 | 1  | 0  | 1  | 7  | 5  | FC España |

## Resultats
| Amistosos |

| 7 setembre 1913 | FC Català | 2 - 8 | FC Barcelona                             | Barcelona |  |
|                 |           |       | Castells · A.Massana · Peris · Pomés · ? | Salut ·   |  |

| 7 setembre 1913 | FC Barcelona | 3 - 0 | Club T.B.H. | Barcelona   |  |
|                 |              |       |             | Industria · |  |

| 24 setembre 1913 | FC Barcelona                         | 6 - 1 | Seleccio Catalana | Barcelona              |  |
|                  | Carlier · A.Morales · Allack · Costa |       |                   | Industria · Castells · |  |

| 12 octubre 1913 | FC Barcelona          | 3 - 0 | Universitary SC | Barcelona             |  |
|                 | Alcántara · P.Wallace |       |                 | Industria · Sanchez · |  |

| 1 novembre 1913 | FC Barcelona                                | 7 - 0 | Madrid FC | Barcelona                      |  |
|                 | Carlier · Alcántara · P.Wallace · Greenwell |       |           | Camp de la Indústria · Hodge · |  |

| 2 novembre 1913 | FC Barcelona | 1 - 0 | Madrid FC | Barcelona                         |  |
|                 | Alcántara    |       |           | Camp de la Indústria · Hamilton · |  |

| 9 novembre 1913 | CE Sabadell FC | 1 - 4 | FC Barcelona        | Barcelona           |  |
|                 |                |       | Carlier · Alcántara | Sabadell · Gamper · |  |

| 7 desembre 1913 | FC Barcelona                   | 5 - 0 | Athletic Club | Barcelona                        |  |
|                 | Berdié · Alcántara · A.Massana |       |               | Camp de la Indústria · Sanchez · |  |

| 8 desembre 1913 | FC Barcelona                          | 4 - 2 | Athletic Club | Barcelona                         |  |
|                 | A.Massana · Peris · Hodge · A.Morales |       |               | Camp de la Indústria · Hamilton · |  |

| 21 desembre 1913 | FC Barcelona                           | 6 - 3 | Marins Anglesos | Barcelona                         |  |
|                  | Hodge · Alcántara · Allack · A.Morales |       |                 | Camp de la Indústria · Hamilton · |  |

| 25 desembre 1913 | FC Barcelona | 1 - 2 | Berner Sport Club Young Boys | Barcelona                         |  |
|                  | P.Wallace    |       |                              | Camp de la Indústria · Hamilton · |  |

| 26 desembre 1913 | FC Barcelona        | 2 - 2 | Berner Sport Club Young Boys | Barcelona                         |  |
|                  | Alcántara · Carlier |       |                              | Camp de la Indústria · Hamilton · |  |

| 31 desembre 1913 | FC Barcelona                   | 4 - 3 | Cercle Athlétique de Paris Charenton | Barcelona                       |  |
|                  | Alcántara · Baonza · A.Morales |       |                                      | Camp de la Indústria · Varela · |  |

| 1 gener 1914 | FC Barcelona                         | 5 - 0 | Cercle Athlétique de Paris Charenton | Barcelona                       |  |
|              | P.Wallace · Allack · Peris · Carlier |       |                                      | Camp de la Indústria · Varela · |  |

| 4 gener 1914 | Sociedad Gimnástica Española | 0 - 1 | FC Barcelona | Madrid    |  |
|              |                              |       | Alcántara    | Albéniz · |  |

| 6 gener 1914 | Madrid FC | 2 - 2 | FC Barcelona       | Madrid  |  |
|              |           |       | P.Wallace · Allack | Ruete · |  |

| 8 gener 1914 | Athletic Club de Madrid | 4 - 2 | FC Barcelona       | Madrid     |  |
|              |                         |       | A.Morales · Allack | Menendez · |  |

| 10 gener 1914 | Madrid FC | 0 - 2 | FC Barcelona       | Madrid  |  |
|               |           |       | Alcántara · Allack | Valls · |  |

| 25 febrer 1914 | FC Barcelona                                    | 7 - 1 | Stade Toulousain | Barcelona             |  |
|                | P.Wallace · Peris · Alcántara · Mallorqui · Bau |       |                  | Industria · Sampere · |  |

| 19 marc 1914 | FC Barcelona                      | 3 - 6 | Club Lillois | Barcelona                 |  |
|              | P.Wallace · Alcántara · Greenwell |       |              | Industria · F.Alcantara · |  |

| 22 marc 1914 | FC Barcelona    | 4 - 1 | Club Lillois | Barcelona                                        |  |
|              | Bau · Greenwell |       |              | Industria · Ruete primera part Ros segona part · |  |

| 6 abril 1914 | FC Barcelona | 1 - 3 | Middlesex Wanderers A.F.C. | Barcelona             |  |
|              | P.Wallace    |       |                            | Industria · Sampere · |  |

| 13 abril 1914 | FC Barcelona                | 3 - 1 | Middlesex Wanderers A.F.C. | Barcelona              |  |
|               | Alcántara · Bau · Mallorqui |       |                            | Industria · Hamilton · |  |

| 17 abril 1914 | FC Barcelona    | 2 - 1 | Middlesex Wanderers A.F.C. | Barcelona                      |  |
|               | Alcántara · Bau |       |                            | Industria · Torres Ullastres · |  |

| 20 abril 1914 | FC Barcelona      | 2 - 0 | Middlesex Wanderers A.F.C. | Barcelona             |  |
|               | Mallorqui · Peris |       |                            | Industria · Sampere · |  |

| 31 maig 1914 | FC Barcelona | 0 - 2 | Notts County Football Club | Barcelona              |  |
|              |              |       |                            | Industria · Hamilton · |  |

| 1 juny 1914 | FC Barcelona | 0 - 4 | Notts County Football Club | Barcelona              |  |
|             |              |       |                            | Industria · Hamilton · |  |

| 7 juny 1914 | FC Barcelona      | 3 - 10 | Notts County Football Club | Barcelona             |  |
|             | A.Morales · Peris |        |                            | Industria · Sampere · |  |

| 21 juny 1914 | FC Barcelona | 0 - 2 | Sportverein Stuttgarter Kickers | Barcelona          |  |
|              |              |       |                                 | Industria · Baro · |  |

| 22 juny 1914 | FC Barcelona    | 2 - 1 | Sportverein Stuttgarter Kickers | Barcelona                |  |
|              | Greenwell · Bau |       |                                 | Industria · Apolonario · |  |

| 24 juny 1914 | FC Barcelona    | 2 - 0 | Sportverein Stuttgarter Kickers | Barcelona            |  |
|              | Mallorqui · Bau |       |                                 | Industria · Gibert · |  |

| 28 juny 1914 | FC Barcelona                | 5 - 2 | FC Internacional | Barcelona           |  |
|              | Alcántara · Mallorqui · Bau |       |                  | Industria · Marti · |  |

| 22 juliol 1914 | Arenas Club de Getxo | 2 - 1 | FC Barcelona | Getxo                |  |
|                |                      |       | Bau          | Lamiako · Harreche · |  |

| 24 juliol 1914 | Arenas Club de Getxo | 1 - 0 | FC Barcelona | Getxo                    |  |
|                |                      |       |              | Lamiako · Lastigarraga · |  |

| 25 juliol 1914 | Arenas Club de Getxo | 3 - 0 | FC Barcelona | Getxo                  |  |
|                |                      |       |              | Lamiako · Ochandiano · |  |

| 28 juliol 1914 | Arenas Club de Getxo | 1 - 0 | FC Barcelona | Getxo               |  |
|                |                      |       |              | Lamiako · Redondo · |  |

| 1 agost 1914 | FC Barcelona | 3 - 1¹ | F.B.Stadium | Barcelona   |  |
|              |              |        |             | Industria · |  |

- 1. El Barça juga amb 10 jugadors

| Copa Gamper |

| 8 setembre 1913 | FC Barcelona                            | 11 - 1 | FC Català | Barcelona                      |  |
|                 | Berdié · Alcántara · A.Massana · Allack |        |           | Industria · Torres Ullastres · |  |

| 1 febrer 1914 | FC Barcelona    | 2 - 1 | Universitary SC | Barcelona              |  |
|               | Mallorqui · Bau |       |                 | Industria · Hamilton · |  |

| Copa Catalunya |

| 14 juny 1914 | FC Barcelona            | 3 - 1 | FC Espanya | Barcelona            |  |
|              | Bau · A.Massana · Peris |       |            | Espanyol · Torrens · |  |

| 5 juliol 1914 | FC Barcelona            | 2 - 2 | RCD Espanyol | Barcelona         |  |
|               | Bau · A.Massana · Peris |       |              | Espanya · Marti · |  |

| 12 juliol 1914 | FC Barcelona    | 5 - 1 | Universitary SC | Barcelona              |  |
|                | Bau · A.Morales |       |                 | Sabadell · Parcerisa · |  |

| Campionat de Catalunya |

| 26 octubre 1913 | FC Barcelona                     | 4 - 1 | FC Badalona | Barcelona                                      |  |
| 15:00           | A. Morales · Fischer · Carlier · |       | Kaiser      | Camp del carrer Entença / València · Reguera · |  |

| 16 novembre 1913 | RCD Espanyol | 1 - 0 | FC Barcelona | Barcelona    |  |
|                  | López        |       |              | Aguirreche · |  |

| 23 novembre 1913 | FC España | 1 - 0 | FC Barcelona | Barcelona                          |  |
| 15:15            | Gol       |       |              | Velòdrom Parc d'Sports · Sagnier · |  |

| 30 novembre 1913 | FC Internacional             | 2 - 1 | FC Barcelona | Barcelona                        |  |
| 14:40            | Segarra · Brussendorf (p.p.) |       | Alcántara    | Velòdrom Parc d'Sports · Farré · |  |

| 14 desembre 1913 | FC Barcelona                               | 5 - 1 | Universitary SC | Barcelona |  |
|                  | Berdié · Batlle (p.p.) · Wallace · Massana |       | Armet           | Sánchez · |  |

| 22 febrer 1914 | FC Barcelona | 3 - 1 | FC Català | Barcelona                            |  |
|                | Bau · Costa  |       |           | Reial Polo Jockey Club · Rodriguez · |  |

| 25 febrer 1914 | FC Barcelona | punts cedits | FC Numancia | Barcelona |  |
|                |              |              |             |           |  |

| 8 març 1914                    | RCD Espanyol | no presentat | FC Barcelona | Barcelona                            |  |
| 15:40 desempat pel tercer lloc |              |              |              | Camp del carrer Entença / València · |  |

| Copa dels Pirineus |

| 15 març 1914    | FC Barcelona              | 5 - 0 | CS Sabadell | Barcelona                               |  |
| Quarts de final | Wallace · Bau · Alcántara |       |             | Camp del carrer Indústria · Greenwell · |  |

| 29 març 1914     | FC Barcelona | 2 - 5 | FC España         | Barcelona                           |  |
| 16:00 Semifinals | Peris · Bau  |       | Baró · Bellavista | Camp del carrer Indústria · Nandy · |  |